# Remo Pianezzi
Remo Pianezzi, (Rivera, 27 de febrer de 1927 - 8 de gener de 2015) va ser un ciclista suís, que fou professional entre 1952 i 1957. De la seva carrera esportiva destaquen el triomf al Tour del llac Léman i al Tour del Nord-oest de Suïssa.

## Palmarès
- 1949
  - 1r al Giro del Mendrisiotto
- 1952
  - Vencedor d'una etapa a la Volta a Mallorca
- 1953
  - 1r al Tour del Nord-oest de Suïssa
  - 1r al Stausee Rundfahrt
- 1954
  - 1r al Tour del llac Léman

### Resultats al Tour de França
- 1953. 57è de la classificació general
- 1954. 50è de la classificació general
- 1956. 61è de la classificació general

### Resultats al Giro d'Itàlia
- 1954. 65è de la classificació general
- 1955. 66è de la classificació general

### Resultats a la Volta a Espanya
- 1956. 25è de la classificació general